# Baader (Familienname)
Baader ist ein deutscher Familienname.

## Namensträger
- Abraham Baader (1694–1748), süddeutscher Baumeister und Stuckateur
- Adolf Baader (Adolf Bader; 1875–1952), deutscher Musikinstrumentenbauer und Verleger
- Amalie Baader (1806–1877), deutsche Schriftstellerin und Mitbegründerin des St.-Vincentius-Vereins
- Andreas Baader (Geistlicher) (Johann Andreas Baader; 1779–1842), deutscher katholischer Geistlicher
- Andreas Baader (1943–1977), deutscher Terrorist und Anführer der Rote Armee Fraktion
- Arnold Baader (1842–1888), Schweizer Arzt, Gönner und Förderer
- Bernhard Baader (1790–1859), deutscher Sammler badischer Sagen
- Caspar Baader (* 1953), Schweizer Politiker (SVP)
- Christian Baader (* 1977), deutscher Eishockeytorhüter
- Clemens Alois Baader (1762–1838), deutscher katholischer Theologe
- Emil Baader (1891–1967), Lehrer, Schriftsteller, Heimatforscher
- Ernst Baader (Mediziner) (1894–1953), deutscher Generalarzt
- Ernst Wilhelm Baader (1892–1962), deutscher Arbeitsmediziner
- Ferdinand Maria von Baader (1747–1797), deutscher Mediziner, Philosoph und Naturforscher
- Franz von Baader (1765–1841), deutscher Arzt, Bergbauingenieur und Philosoph
- Franz Baader (* 1959), deutscher Informatiker
- Friedrich Baader (1802–1867), Schweizer Straßeninspektor, Geometer und Kartograf
- Fritz Baader (Kameramann) (1939–2018), deutscher Kameramann
- Fritz Henning Baader (1929–2019), deutscher Bibelübersetzer, Autor und Herausgeber
- Fritz Philipp Baader (1881–1928), deutscher Theaterkritiker
- Gerhard Baader (1928–2020), österreichischer Philologe und Medizinhistoriker
- Gustav Baader (1878–1956), deutscher Forstwissenschaftler, Hochschulrektor und -lehrer
- Heidi Baader-Nobs (* 1940), Schweizer Komponistin
- Heinrich Christian Baader (1847–1928), deutscher Ingenieur, Direktor der Temesvárer Pferdebahn- und Straßenbahngesellschaft
- Horst Baader (1930–1980), deutscher Romanist und Hispanist
- Johann Baptist Baader (1717–1780), deutscher Maler
- Johann Jakob Baader (1810–1879), Schweizer Arzt und Politiker
- Johann Joseph von Baader (1733–1810), deutscher Generalfeldmarschall
- Johannes Baader (1875–1955), deutscher Schriftsteller und Dadaist
- Joseph von Baader (1763–1835), deutscher Ingenieur und Arzt
- Joseph Baader (Kirchenmusiker) (1765–nach 1817), deutscher Kirchenmusiker
- Joseph Baader (Pfarrer) (1794–1867), deutscher Pfarrer und Politiker
- Joseph Baader (Historiker) (1812–1884), deutscher Historiker und Archivar
- Karl Heinrich Baader (1829–1900), deutscher Oberamtmann
- Klement Alois Baader, siehe Clemens Alois Baader
- Lena Baader (* 1980), deutsche Schauspielerin und Moderatorin
- Louis-Marie Baader (1828–1920), französischer Genre- und Historienmaler
- Meike Sophia Baader (* 1959), deutsche Erziehungswissenschaftlerin
- Michael Baader (* 1956), deutscher Koch
- Ottilie Baader (1847–1925), deutsche Frauenrechtlerin
- Paul Baader (1872–1951), deutscher Oberstleutnant und Träger des Pour le Mérite
- Renate Baader (1937–2007), deutsche Romanistin, Literaturwissenschaftlerin und Frauenforscherin
- Roland Baader (1940–2012), deutscher Volkswirt und Publizist
- Theodor Baader (1888–1959), deutscher Germanist und Dialektologe
- Uto Baader (* 1944), deutscher Unternehmer, Gründer der Baader Bank
- Wilhelm Gottlob Baader (1824–1866), deutsch-schweizerischer Organist